# Лоріо
Лоріо (від фр. Loriot — вивільга), справжнє ім'я — Бернгард Віктор «Вікко» Крістоф-Карл фон Бюлов (нім. Berngard Victor "Vicco" Christoph-Carl von Bülow; 12 листопада 1923, Бранденбург-на-Гафелі — 22 серпня 2011, Мюнзінг, Баварія, Німеччина) — німецький комічний актор, режисер, письменник, художник-карикатурист та автор коміксів.

## Історія родини та біографія
Вікко фон Бюло народився в аристократичній прусській родині офіцера поліції Йогана-Альбрехта Вільгельма фон Бюлова (1899–1972) та його першої дружини Шарлотти Матільди Луїзи, уродженої  фон Редер (1899–1929), дочки Отто фон Редера (1876–1943). Батьки Вікко фон Бюлова розлучилися у 1928 році у місті Гляйвіц.
Родина фон Бюлов належить до старого шанованого мекленбурзького дворянського роду, укоріненого у селищі з однойменною назвою — Бюлов біля Рена (нім. Bülow bei Rehna). В документах прізвище Бюлов вперше згадане у 1154 році при закладенні Ратцебурзького собору. Родинне дерево відстежено до 1229 року і починається з Годофрідуса де Бюлове (нім. Godofridus de Bulowe). Багато членів роду перебували на високих посадах на державній та військовій службі, опікувалися церковними справами та зробили свій внесок у розвиток німецької культури. До родичів Вікко фон Бюло належить і граф князь Бернгард фон Бюлов, рейхсканцлер Німецької Імперії (1900–1909).
Вікко фон Бюло одружився у 1951 році з дочкою гамбурзького торговця, студенткою факультету моди, Розе-Марі Шлюмбом (нар. 1929), яку все життя називав просто Ромі. Подружжя мало двох дочок — Беттіну та Сюзанну, а також двох онуків. З 1963 року і до самої смерті Лоріо проживав у Аммерланді на Штарнберзькому озері (Баварія).
1941 року Лоріо закінчив гімназію і пішов у армію.
Після закінчення війни завершив свою освіту, в 1947–1949 роках навчався в Академії мистецтв Гамбурга. Починаючи з 1950 року працює художником і графіком у гамбурзьких журналах «Вулиця» (Die Straße) і «Зірка» (Stern), творець численних карикатур і серій коміксів. 1954 року в Швейцарії була опублікована перша книга коміксів художника. За висловом самого Лоріо, «Після 20 років навчання я нарешті спромігся намалювати маленького чоловічка, який мене й годує донині». Цей чоловічок з носом як бараболя був втіленням творчої ідеї Лоріо, найбільш вигадливо, аж до повного абсурду зобразити людську поведінку в усіх можливих життєвих ситуаціях. Таким чином висміювалися дурість і пихатість, викривалися суспільні кліше повоєнній Німеччині. Лоріо є також автором численної гумористичної прози.
Величезну популярність принесли Лоріо вигадані ним фігури героїв коміксів — собаки Вума і слона Венделіна, про пригоди яких на німецькому телебаченні вийшло кілька мультиплікаційних серіалів. Музика з цих мультфільмів, а також пісні, що в них співає Вум, багаторазово перевидавалися у фірмах звукозапису. 1988 року на екрани Німеччини виходить фільм «Одіпуссі» (Ödipussy) — комедія, режисером і виконавцем головної ролі в якій був Лоріо. У 1991 році Лоріо поставив кінокомедію «Паппа біля воріт» (Pappa ante Portas), в якій він також був головним виконавцем.

## Вибрані нагороди
- Залізний хрест
  - 2-го класу (1943)
  - 1-го класу (1944)
- Нагрудний знак «За танкову атаку» в бронзі (1944)
- Орден «За заслуги перед Федеративною Республікою Німеччина»
  - командорський хрест (1974)
  - великий офіцерський хрест (1998)
- Премія «Орден Карла Валентина[de]» (1974)
- «Золота Камера» (1977)
- Баварський орден «За заслуги» (1980)
- Літературна премія міста Касселя за досягнення в області гумористичної літератури (1985)
- Премія Бамбі(1988)
- Премія Ернста Любіча (1989)
- «Орден за Заслуги» землі Берлін[de] (1990)
- Член Баварської Академії мистецтв (1993)
- Орден Максиміліана «За досягнення в науці та мистецтві» (Баварія) (1995)
- Член Берлінської Академії мистецтв (1997)
- Почесна відзнака премії «Золота Камера» (2003)
- Премія Якоба Грімма за досягнення в розвитку німецької мови (2004)
- Премія[de]Вільгельма Буша (2007)
- 1-е місце серед німецькомовних комічних авторів та акторів XX століття за версією німецького телеканалу ZDF (2007).